# كمبل كريم بخش
كمبل كريم بخش (بالفارسية: کمبل کریم‌بخش) هي قرية تقع في البلدة المركزية في إيران. يقدر عدد سكانها بـ 643 نسمة بحسب إحصاء 2016.